# Raddiella minima
Raddiella minima là một loài thực vật có hoa trong họ Hòa thảo. Loài này được Judz. & Zuloaga miêu tả khoa học đầu tiên năm 1991.